# Nathan Tjoe-A-On
Nathan Tjoe-A-On, né le 22 décembre 2001 à Rotterdam, est un footballeur neérlandais. Il évolue actuellement au poste d'arrière gauche à Willem II Tilburg.

## Biographie
Après avoir été formé à l'académie du club depuis 2013, Tjoe-A-On signe son premier contrat professionnel avec l'Excelsior Rotterdam en 2019, pour une durée de trois ans. 
En dépit d'être un joueur à potentiel, il doit composer avec des blessures qui l'éloignent des terrains quatorze mois. Il fait son retour le 4 mars 2022 lors d'une victoire 4-0 contre le FC Den Bosch.
En juin 2022, après qu'Excelsior a validé sa promotion en Eredivisie à l'issue de la saison 2021-2022 d'Eerste Divisie, Tjoe-A-On prolonge au club pour deux ans. 
Il fait ses débuts en Eredivisie le 6 août 2022 au cours d'une rencontre a l'extérieur contre le SC Cambuur (victoire 2-0). Il marque son premier but en Eredivisie le 9 septembre 2022, synonyme d'égalisation lors d'une victoire 2-1 contre le FC Emmen. Ses performances dans l'élite néerlandaise lui valent d'être nommé joueur du mois de septembre.

## Palmarès
Talent Eredivisie du mois : Septembre 2022